# Linea verde (metropolitana di Boston)
La linea verde (in inglese Green Line, IPA: [ɡrin laɪn]) è una linea metrotranviaria della metropolitana di Boston. Lunga 43 km e con un totale di 70 stazioni e fermate, è gestita dalla Massachusetts Bay Transportation Authority (MBTA). Con 66 344 100 passeggeri annuali nel 2015, è la più utilizzata delle linee tranviarie o metrotranviarie degli Stati Uniti d'America ed è indicata nelle mappe con il colore verde a partire dal 1967.
La linea verde è costituita, con l'eccezione del Branch D nato nel 1959 dalla conversione di una linea ferroviaria, dalle rimanenze della vasta rete tranviaria di Boston aperta nel 1856 e poi sostituita dagli anni 1930 con filobus e autobus.
La linea corre in sotterranea nel centro della città di Boston e in superficie in periferia. Nel tratto in sotterranea, la linea utilizza il Tremont Street Tunnel, aperto il 1º settembre 1897 è il terzo più antico tunnel ferroviario del mondo utilizzato esclusivamente da mezzi pubblici a trazione elettrica. Dopo la stazione di Kenmore, la linea si divide in quattro diverse diramazioni (B, C, D ed E), alle quali va aggiunta una quinta diramazione (A) chiusa nel 1969.

## Il servizio
Sulla linea e le sue diramazioni operano 4 servizi:
| Linea                | Percorso                             | Stazioni |
| -------------------- | ------------------------------------ | -------- |
| Linea verde Branch B | Government Center ↔ Boston College   | 23       |
| Linea verde Branch C | Government Center ↔ Cleveland Circle | 20       |
| Linea verde Branch D | Union Square ↔ Riverside             | 25       |
| Linea verde Branch E | Medford/Tufts↔ Heath Street          | 25       |